# Banque cantonale vaudoise
La Banque cantonale vaudoise (BCV), con sede a Losanna, è la banca cantonale del Canton Vaud, in Svizzera.
BCV è una banca universale che si concentra sui servizi bancari di base standardizzati, sul finanziamento immobiliare, sulla finanza aziendale e sul private banking. BCV è una società per azioni, il suo azionista di maggioranza è lo Stato vodese, che detiene il 66,95% del capitale azionario.
In base al volume d'affari, è la prima banca della regione. Oltre a una rete di 66 uffici nel Cantone di Vaud, vengono gestite anche agenzie a tempo parziale che servono principalmente i residenti nelle zone rurali. Si tratta di agenzie presenti nelle città con 500-2000 abitanti, che non sono servite da grandi banche per motivi commerciali. La BCV è l'unica delle 24 banche cantonali, insieme alla Banca Cantonale di Berna e alla Banca Cantonale di Ginevra, a non avere una garanzia statale. Gli archivi del gruppo, conservati presso la sede centrale, sono elencati come beni culturali svizzeri di importanza nazionale.
Il Gruppo BCV impiega circa 2.000 persone (a tempo pieno) e gestisce un patrimonio totale di 53,186 miliardi di franchi svizzeri (2020).

## Storia
La Banque Cantonale Vaudoise fu fondata con decreto del Gran Consiglio di Vaud il 19 dicembre 1845. Questa nuova banca doveva "incoraggiare lo sviluppo dell'agricoltura, dell'industria e del commercio, attivando al contempo la circolazione e lo sviluppo del contante".
Inizialmente aveva sede in rue Saint-Pierre 1 a Losanna. Nel 1853 si trasferì al 25 di rue Saint-Pierre (oggi 28 rue de Bourg). Fu solo nel 1904 che la sua sede fu stabilita in Place Saint-François 14. L'ampliamento della sede della BCV a sud fu realizzato tra il 1947 e il 1951.
A partire dal 1961 alcune agenzie sono state trasformate in succursali, con regolamenti specifici per ciascuna di esse.
Nel 1981, BCV innova decentralizzando parte delle sue responsabilità e creando 10 sedi regionali. A partire dal 2005 è stata riorganizzata in nove regioni: Losanna, Gros-de-Vaud, Lavaux, Riviera, Chablais, Morges, Nyon e Nord vaudois e Broye.
Nel 1994 è stato creato il Centro di Banche Amministrative (CAB) a Pilly. I servizi amministrativi di BCV si trovano lì, mentre quelli relativi al contatto diretto con i clienti rimangono presso la sede centrale di Saint-François.
Nel 2022, la Banque Cantonale Vaudoise conta quasi 60 filiali in tutto il Cantone di Vaud.

### Lo sviluppo
BCV si è sviluppata prima di tutto espandendo le sue attività tradizionali attraverso la crescita interna ed esterna. Dopo aver rilevato la Banque Vaudoise de Crédit nel 1993 fusa con Crédit Foncier Vaudois nel 1995, BCV ha intrapreso una strategia di diversificazione, in particolare nell'investment banking e nel trading banking. Ciò ha portato a una crescita del suo bilancio, passato dai circa 15 miliardi di franchi svizzeri all'inizio degli anni '90 a oltre 35 miliardi di franchi dieci anni dopo.
All'epoca BCV ha cercato di crescere anche al di fuori dei suoi confini. Una strategia che l'ha portata a prendere impegni ad Atene, Hong Kong e Singapore, ma con risultati deludenti. Il presidente del consiglio di amministrazione dell'epoca è stato destituito dal consiglio di Stato.. Nel 2001 e nel 2002, a seguito di analisi dettagliate del portafoglio prestiti, sono stati effettuati ingenti accantonamenti, che hanno comportato perdite significative e un calo sostanziale del livello dei fondi propri. Per rafforzare le capacità finanziarie della banca, questa è stata ricapitalizzata due volte dallo Stato vodese.
Alla fine del 2002, il nuovo team di gestione della banca, Olivier Steimer e Alexandre Zeller, provenienti dal Credit Suisse, ha definito una strategia in due fasi. Prevede una prima fase di ristrutturazione e riorientamento della banca, seguita da una fase di sviluppo. Dal 2003 il Gruppo BCV ha attuato una strategia di rifocalizzazione sui quattro core business (retail banking, wealth management, corporate banking e trading) e su alcune aree specialistiche con interessanti potenzialità di crescita e redditività.
Dal 2005 al 2008, BCV ha avviato la seconda fase della sua strategia con il programma CroisSens, che mirava a gettare le basi per una crescita sostenibile. Nel 2007 BCV ha completato l'acquisto di tutto il capitale azionario creato nel 2003.
Nel 2011, Banque Piguet & Cie SA, una controllata di BCV, si è fusa con Banque Franck Galland & Cie SA nella prima metà dell'anno per diventare Banque Piguet Galland & Cie SA.
Dalla fine del 2008 alla fine del 2013, sotto la guida del suo nuovo CEO Pascal Kiener, BCV ha attuato una strategia denominata BCVPlus, basata sul modello di business di una banca universale con radici regionali. BCV ha scelto di perseguire una strategia volta alla crescita sostenibile con un profilo di rischio in linea con la propria mission. Da allora, le diverse attività di BCV si sono sviluppate favorevolmente. La banca è stabile e sicura, riconosciuta come tale dalle agenzie di rating internazionali e dagli analisti finanziari. I risultati di questa strategia hanno permesso di pagare alla comunità, tra il 2009 e il 2016, 2,2 miliardi di franchi alla comunità sotto forma di dividendi e tasse al Cantone di Vaud e ai comuni vodesi.
Nel 2015, nell'ambito della risoluzione della controversia bancaria tra la Svizzera e il Dipartimento di Giustizia degli Stati Uniti, la BCV ha raggiunto un accordo che l'ha classificata nella categoria 2, cosa che ha comportato il pagamento di una multa di 41,7 milioni di dollari.
Dal 2014, BCV ha implementato una nuova strategia che tiene conto della necessità di adattarsi ai cambiamenti delle aspettative dei clienti e ai cambiamenti del quadro normativo. I patrimoni in gestione del Gruppo BCV sono aumentati da CHF 28 miliardi del 1996 a oltre CHF 103 miliardi del 2020. Inoltre, la banca soddisfa tutti i requisiti normativi. In termini di riserve di liquidità, il coefficiente di copertura della liquidità, risultante dagli accordi di Basilea III, si attesta a fine 2020 al 136% rispetto ad un requisito regolamentare dell'80%.